# C17H30O2
化学式C17H30O2（摩尔质量：266.42 g/mol）可以指以下化合物：
- 烯虫乙酯，CAS号：41096-46-2
- 卡拉花醛，CAS号：117933-89-8
- 反式丁基双环己基甲酸，CAS号：89111-63-7

|  | 这个同类索引页列出了具有相同分子式的化学物（即同分異構體）条目。 除非您是有意链接至本页，否则应将相应条目的内部链接指向正确的条目。 |